# Aventura (grup)
Aventura és un grup musical de bachata estatunidenc. El grup es va formar el 1993 al Bronx, Nova York. Els fundadors van ser Anthony "Romeo" Santos, Lenny Santos, Max Santos i Henry Santos, tots ells família (cosins i germans) i autodidactes. Aventura va fer el seu debut oficial l'any 1999 amb l'esperança de trencar els esquemes de la bachata tradicional dominicana. Van partir de la base de la bachata tradicional i la van fusionar amb ritmes moderns com ara el hip-hop o el R&B. L'any 2002, la cançó Obsesión, va romandre al número u a Itàlia durant 16 setmanes consecutives, i a l'Amèrica llatina i diferents països Europeus i Americans va situar-se en el top 10 durant més de 90 dies consecutius.
Després d'uns anys planificant una separació temporal del grup, Lenny i Max crearen un grup diferent d'Aventura. L'abril del 2011, Anthony i Henry signaren contractes per separat per iniciar la carrera com a solistes. L'1 de desembre de 2015 van anunciar una gira durant el febrer de 2016.

## Àlbums d'estudi
- Trampa De Amor (1995)

- Generation Next (1999)
- We Broke The Rules (2002)
- Love & Hate (2003)
- God's Project (2005)
- The Last (2009)